# Delivered Duty Paid
Il termine Delivered Duty Paid (in italiano: reso sdoganato e indicante il luogo di consegna convenuto nel paese d'importazione), utilizzato nella forma breve DDP, è una delle clausole contrattuali in uso nelle compravendite internazionali, quelle codificate nell'Incoterms e che servono a statuire i diritti e i doveri di ognuna delle parti in causa, definendo anche la suddivisione dei costi di trasporto, assicurativi e doganali tra venditore ed acquirente.

## Incoterms 2020
Dal sito ICC italiano, si legge che "il venditore effettua la consegna mettendo la merce a disposizione del compratore, sdoganata all’importazione, sul mezzo di trasporto di arrivo pronta per la scaricazione nel luogo di destinazione convenuto. Il venditore sopporta tutte le spese e i rischi connessi al trasporto della merce al luogo di destinazione e ha l’obbligo di sdoganare la merce non solo all’esportazione ma anche all’importazione, di pagare eventuali diritti sia di esportazione sia di importazione ed espletare tutte le formalità doganali.
Se il venditore sostiene delle spese previste nel suo contratto di trasporto relative alla scaricazione nel luogo di destinazione, egli non ha titolo a recuperare tali spese dal compratore, salvo diverso accordo fra le parti. L’IVA o altre tasse simili pagabili per l’importazione sono a carico del venditore, salvo diverso accordo esplicito nel contratto di vendita. [...]"
Funziona in modo identico al DAP Delivered At Place (quindi il venditore si accorda per scaricare o meno la merce a spese sue nel "place" indicato con precisione e di default non ha diritto al rimborso spese di scaricamento a meno che ci si accorda diversamente per iscritto), ma in più la differenza tra il DAP e il DDP consiste nel fatto che il venditore paga tutte le spese di spedizione di esportazione e importazione ("duty paid") e gestire la documentazione da esibire in tutte le dogane, inclusa quella di importazione. Pertanto, in DDP in più il venditore gestisce le import formalities, oltre alle export formalities, e deve produrre la fattura commerciale. Tutti questi documenti possono essere cartacei o digitali/paperless. Bisogna specificare nel contratto se il trasporto avviene con mezzi propri o di terze parti. Quasi tutta la logistica è controllata dal venditore, che quindi si assume gran parte del rischio di trasporto. La merce (imballata o sfusa/unpackaged) si considera consegnata e i rischi di trasporto si trasferiscono dal venditore al compratore quando il compratore raggiunge il luogo pattuito con la merce pronta per essere scaricata.
Questo termine comporta il massimo livello di obbligazioni in capo al venditore ed è l'opposto simmetrico di Ex Works. Non c'è obbligo di assicurazione e il compratore non ha l'obbligo di ritirare fisicamente la merce siccome è un termine non-C. Se si pattuisce che il venditore stipulerà l'assicurazione e ha bisogno di informazioni che possiede il compratore, quest'ultimo ha l'obbligo di fornirgliele; se ciò comporta dei costi, il venditore deve rimborsarli.

## Vecchie edizioni

### Incoterms 2000
Questa specifica notazione, valida per ogni tipo di trasporto, stabilisce che a carico del venditore siano tutte le spese di trasporto fino ad una destinazione concordata, nonché le spese per l'ottenimento di licenze e documentazioni per l'esportazione dalla nazione di origine e quelle per le operazioni doganali sempre di esportazione. Anche i costi da sostenere per l'attraversamento di altre nazioni fino a destino sono a carico dello speditore e le operazioni doganali nella nazione di arrivo compresa la liquidazione di tutti gli oneri gravanti sulla merce nella nazione di destino. Viene solitamente pattuita la clausola che l'Imposta sul Valore Aggiunto (IVA) resta a carico dell'acquirente mentre il dazio ed eventuali altre tasse sono a carico del venditore.
La formulazione di questo termine di resa è considerata completa con l'indicazione di una località specifica (esempio D.D.P. Roma) e la si può considerare come esattamente opposta alla resa Ex Works con tutti i rischi e gli oneri a carico di chi spedisce il materiale.
Dello stesso gruppo di termini di resa, definito il gruppo D, fanno parte anche DAF Delivered At Frontier, DES Delivered Ex Ship, DEQ Delivered Ex Quay e DDU Delivered Duty Unpaid.

### Incoterms 2010
Il gruppo D è stato oggetto di una revisione totale in occasione della presentazione dell'Incoterms versione 2010 e la resa Delivered Duty Paid è l'unica rimasta praticamente invariata, mentre le altre sono state raggruppate nelle nuove Delivered At Terminal e Delivered At Place.

## Schema dei costi a carico di chi vende e/o spedisce
| Assicurazione | Carico merce | Dogana export | Trasporto sino a destinazione concordata | Dogana import | Tasse importazione |
| ------------- | ------------ | ------------- | ---------------------------------------- | ------------- | ------------------ |
| SI            | SI           | SI            | SI                                       | SI            | SI                 |